# Nyktofobie

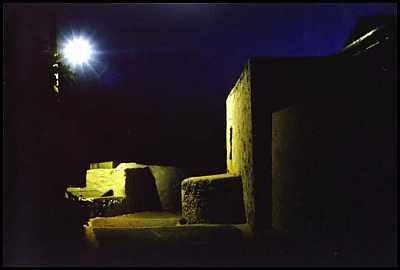
Řecká vesnice v noci – prostředí spojené s nyktofobií (strach ze tmy).

Nyktofobie je chorobný strach ze tmy. Nejde o běžný strach ze tmy, kdy se tělo přirozeně cítí v nebezpečí, protože jeho hlavní smysl, zrak a s ním spojená obrana spočívající v tom, že ví o nepříteli, je neutralizován. Jde o takový strach ze tmy, kdy člověk nemůže jít v noci spát, v extrémních případech dostane hysterický záchvat, když třeba večer dojde k výpadku proudu. V takovém případě je potřeba vyhledat odborníka a začít s léčbou. Většinou jde však o stav, kdy se postižený bojí jít v noci na neosvětlená místa. Pro tyto případy se na dětských táborech pořádají „noční bojovky“, kdy se dítě naučí tento strach překonat.